# Copa de la UDEAC
La Copa de la UDEAC fou una competició futbolística per a seleccions organitzada per la Unió de les Federacions de Futbol de l'Àfrica Central (UNIFFAC). Hi participaven seleccions d'Àfrica Central com República del Congo, Txad, Guinea Equatorial, Camerun, Gabon i la República Centreafricana.
Anys més tard una nova competició continuadora fou creada Copa de la CEMAC.

## Historial
Font:
| Any  | Seu               | Final   | Final        | Final             | Tercer lloc       | Tercer lloc  | Tercer lloc       |
| Any  | Seu               | Campió  | Resultat     | Finalista         | Tercer            | Resultat     | Quart             |
| ---- | ----------------- | ------- | ------------ | ----------------- | ----------------- | ------------ | ----------------- |
| 1984 | Congo             | Camerun | 2-2 (5-4 p.) | Congo             | R. Centreafricana | 2-2 (8-7 p.) | Gabon             |
| 1985 | Gabon             | Gabon   | 3-0          | Congo             | Camerun           | 2-1          | Txad              |
| 1986 | Guinea Equatorial | Camerun | 4-1          | Txad              | Congo             | n/a          | Gabon             |
| 1987 | Txad              | Camerun | 1-0          | Txad              | Gabon             | 0-0 (4-3 p.) | Guinea Equatorial |
| 1988 | Camerun           | Gabon   | 1-0          | Camerun           | Congo             | 3-0          | R. Centreafricana |
| 1989 | R. Centreafricana | Camerun | 2-1          | R. Centreafricana | Congo             | 2-0          | Txad              |
| 1990 | Congo             | Congo   | 2-1          | Camerun           | Txad              | 2-1          | Gabon             |